# Rolando Panerai
Rolando Panerai (17. října 1924 – 22. října 2019) byl italský operní zpěvák, barytonista a člen operního domu La Scala. Během života účinkoval ve více než 150 operách. Často bývá označován za jednoho z nejlepších barytonistů v Itálii.

## Život a kariéra
Narodil se 17. října roku 1924 v Campi Bisenzio nedaleko Florencie. Studoval ve Florencii a následně v Miláně. Na jevišti se poprvé objevil v roce 1946 jako lord Ashton v Donizettisově Lucii di Lammermoor.
Po tomto vystoupení se stal pravidelným vystupujícím v italských, ale i světových oper. Na svém kontě má přes 150 oper.
Často vystupoval v milánské La Scale. Mezi jeho nejznámější role patřila postava Forda v opeře Falstaff a titulní role v opeře Gianni Schicchi.
I v pokročilém věku byl aktivní učitel a operní režisér. I přes svůj věk inscenoval několik děl. Jeho poslední režisérskou prací byla opera Gianni Schicchi z roku 2018.
Zemřel 22. října 2019, pět dní po svých 95. narozeninách.